# Climate of Hunter
Climate of Hunter je jedenácté sólové studiové album amerického zpěváka Scotta Walkera. Vydáno bylo v březnu 1984 společností Virgin Records a spolu s Walkerem jej produkoval Peter Walsh. Šlo o jejich první spolupráci, která následně pokračovala až do Walkerovi smrti v roce 2019. Album se umístilo na šedesáté příčce Britské albové hitparády. Jde o Walkerovo první sólové album po deseti letech (od alba We Had It All, 1974) a poslední na následujících jedenáct let (Tilt, 1995), tj. jediné album vydané v osmdesátých letech. Autorem fotografie na obalu alba je Bob Carlos Clarke.

## Seznam skladeb
1. Rawhide – 3:55
2. Dealer – 5:12
3. Track Three (Delayed) – 3:50
4. Sleepwalkers Woman – 4:11
5. Track Five (It's a Starving) – 3:35
6. Track Six (Say It) – 3:12
7. Track Seven (Stump of a Drowner) – 3:46
8. Blanket Roll Blues – 3:16

## Obsazení
- Scott Walker – zpěv
- Mo Foster - baskytara
- Brian Gascoigne - klávesy
- Peter Van Hooke - bicí
- Mark Isham - trubka
- Gary Kettel - perkuse
- Billy Ocean - doprovodné vokály
- Phil Palmer - kytara
- Evan Parker - tenorsaxofon, sopránsaxofon
- Ray Russell - kytara
- Mark Knopfler - kytara